# 阿曽沼広秀
阿曽沼 広秀（あそぬま ひろひで）は、戦国時代から安土桃山時代にかけての武将。安芸国安芸郡世能荒山荘（現在の広島県広島市安芸区中野）を本拠地とする国人である阿曽沼氏の当主で鳥籠山城主。大内氏に属していたが、後に毛利氏家臣となった。

## 生涯
阿曽沼氏は安芸国安芸郡世能を本拠地とする国人。阿曽沼氏は戦国期、大内氏に属していたが、大永3年（1523年）頃に大内氏を離反して尼子氏に味方するも、大永7年（1527年）に大内氏重臣の陶興房に攻められて降伏し、再び大内氏に属した。
天文20年（1551年）の大寧寺の変で大内義隆が討たれると、翌天文21年（1552年）に毛利元就が兄・阿曽沼隆郷の鳥籠山城を攻撃したため、阿曽沼氏は毛利氏に帰属した。この時、隆郷が隠居して広秀が後を継ぎ、同年の備後国志川瀧山城の宮光音攻撃に参加した。
その後も厳島の戦いや防長経略などで活躍し、永禄12年（1569年）の立花城の戦いでは宝満城で大友軍の退路を遮断する高橋鑑種の援軍となった。また、永禄13年（1570年）4月17日の牛尾城攻めや天正3年（1575年）1月1日の備中国吉城攻めでは、いずれも自ら敵の首1つを討ち取るなどの活躍を見せている。
しかし一方で、元亀元年（永禄13年、1570年）の出雲遠征では参陣を遅らせて元就からの催促を請けていたり、毛利氏から課せられた公事に対して不満を表明したりするなど、天文21年（1552年）に毛利氏に属してからも自立性を維持していた。
また、室町幕府とも関係を持ち、永禄3年2月20日（1560年3月16日）には13代将軍・足利義輝の仲介で朝廷から中務少輔の官途を拝領していた。このこともあって、天正16年（1588年）には翌年の足利義輝の25年忌の仏事料を納め、真木島昭光、飯尾昭連、織田信秀から礼状を送られた。
慶長2年11月29日（1598年1月6日）、死去。